# Faetoni
Faetoni (Phaethontiformes) jsou řád tropických mořských ptáků s jedinou recentní čeledí faetonovití (Phaethontidae) a jediným rodem faeton (Phaethon). Rozlišují se tři druhy faetonů, a sice faeton červenozobý, červenoocasý a žlutozobý. Vedle těchto současných zástupců je známá řada fosilních taxonů, z nichž ty nejstarší pochází již ze středního paleogénu.   
Faetoni jsou převážně bíle zbarvení ptáci dosahující velikosti holubů. Jejich výrazným znakem je pár prodloužených středních ocasních per, která dosahují délky až 35 cm. Živí hlavně létajícími ale i jinými rybami, hlavonožci a někdy i korýši. Hnízdí ve volných koloniích na oceánských ostrovech. Samice klade jen jedno vejce přímo na zem, partnerská péče je sdílená. Nejedná se o ohrožené druhy.  

## Systematika

### Taxonomie
Za formální autoritu řádu se považuje anglický zoolog Richard Bowdler Sharpe, který řád vytyčil v roce 1891. Název řádu Phaethontiformes pochází ze starořeckého phaethón neboli „slunce“.

### Evoluce
Fosilní záznam faetonů započíná již ve středním paleogénu. K nejstarším fosilním taxonům faetonů patří Prophaethon shrubsolei z Britských ostrovů z raného eocénu, který je natolik odlišný od moderních faetonů, že se zařazuje do samostatné čeledi Prophaethontidae. Kosti pánve a nohou tohoto druhu tvarem nepřipomínají ani tak moderního faetona, jako spíše trubkonosého ptáka, hlavně albatrosa. Z toho se usuzuje, že faetoni z čeledi Prophaethontidae patrně sháněli potravu sbíráním z hladiny, jako je tomu u albatrosů, a ne vrháním se do vody, jako to činí dnešní faetoni. Z raného eocénu či pozdního paleocénu pochází i řada dalších fosilních rodů a druhů faetonů, avšak fosilní nálezy faetonů z oligocénu a neogénu jsou mnohem vzácnější, což napovídá, že někdy v této době se faetoni stali silně pelagickým druhem, tzn. začali převážně žít na otevřeném moři, kde nedochází k fosilizaci kostí tak snadno jako v příbřežních oblastech.

### Fylogeneze
Faetoni byli původně považováni za součást řádu veslonozí (Pelecaniformes). Moderní analýzy DNA však ukázaly, že se v tomto případě jedná o konvergentní vývoj a že faetoni nejsou s veslonohými ptáky nijak příbuzní a nejsou dokonce příbuzní ani se společným kladem veslonozí + brodiví. Již analýza vaječných skořápek z roku 1995 odhalila, že skořápky faetonů postrádají vrstvu typickou pro veslonohé. Postavení faetonů v rámci širšího fylogenetického stromu stále není úplně vyjasněno. Starší studie navrhovaly, že faetoni mohou být příbuzní s trubkonosými (Procellariiformes), avšak takové rozdělení bylo později odmítnuto. Některé moderní studie považují za sesterskou skupinu faetonů slunatce (Eurypygiformes). Jelikož se u faetonů zatím nepodařila bezpečně prokázat jejich příbuznost s jinými ptáky a také vzhledem ke starobylému původu faetonů řadí moderní taxonomie faetony do samostatného řádu Phaethontiformes. Rozlišují se tři recentní zástupci faetonů v jediném rodě Phaethon:
| Běžné jméno         | Vědecké jméno       | Mapa rozšíření                     | Fotografie |
| ------------------- | ------------------- | ---------------------------------- | ---------- |
| faeton červenozobý  | Phaethon aethereus  | Coastal areas of the Caribbean sea |            |
| faeton červenoocasý | Phaethon rubricauda |                                    |            |
| faeton žlutozobý    | Phaethon lepturus   |                                    |            |

## Popis

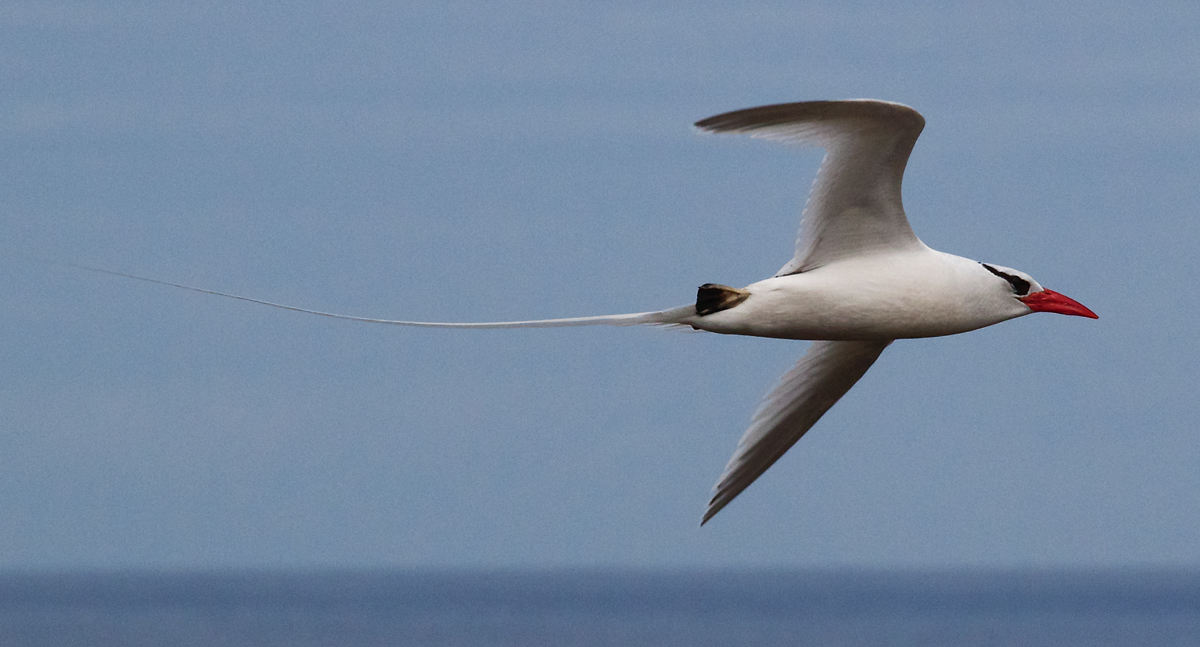
Faeton červenozobý

Faetoni jsou středně velcí mořští ptáci o přibližné velikosti holubů. Faeton červenozobý a červenoocasý mohou měřit až přes 50 cm, dalších asi 30–35 cm měří pár středových ocasních per, která jsou delší u samců. Rozpětí jejich křídel přesahuje jeden metr, jejich váha se pohybuje kolem 700 g. Faetonu žlutozobý je menší a váží kolem 300 g. Opeření faetonů je převážně bílé s výraznými černými proužky přes oči a částečně černými částmi křídel. Samec i samice vypadají stejně. Statný zobák je jemně zahnutý a na konci zašpičatělý. Okraje zobáku jsou jemně zoubkované. Nozdry jsou dobře vyvinuty. Nohy jsou krátké a posazeny vzadu na těle, následkem čehož se faetoni pohybují po souši jen velmi nemotorně (podobně jsou na tom např. potápky). Prsty jsou spojeny blánou. Hrdelní vaky jsou díky pokrývce peří jen nenápadné.

## Výskyt

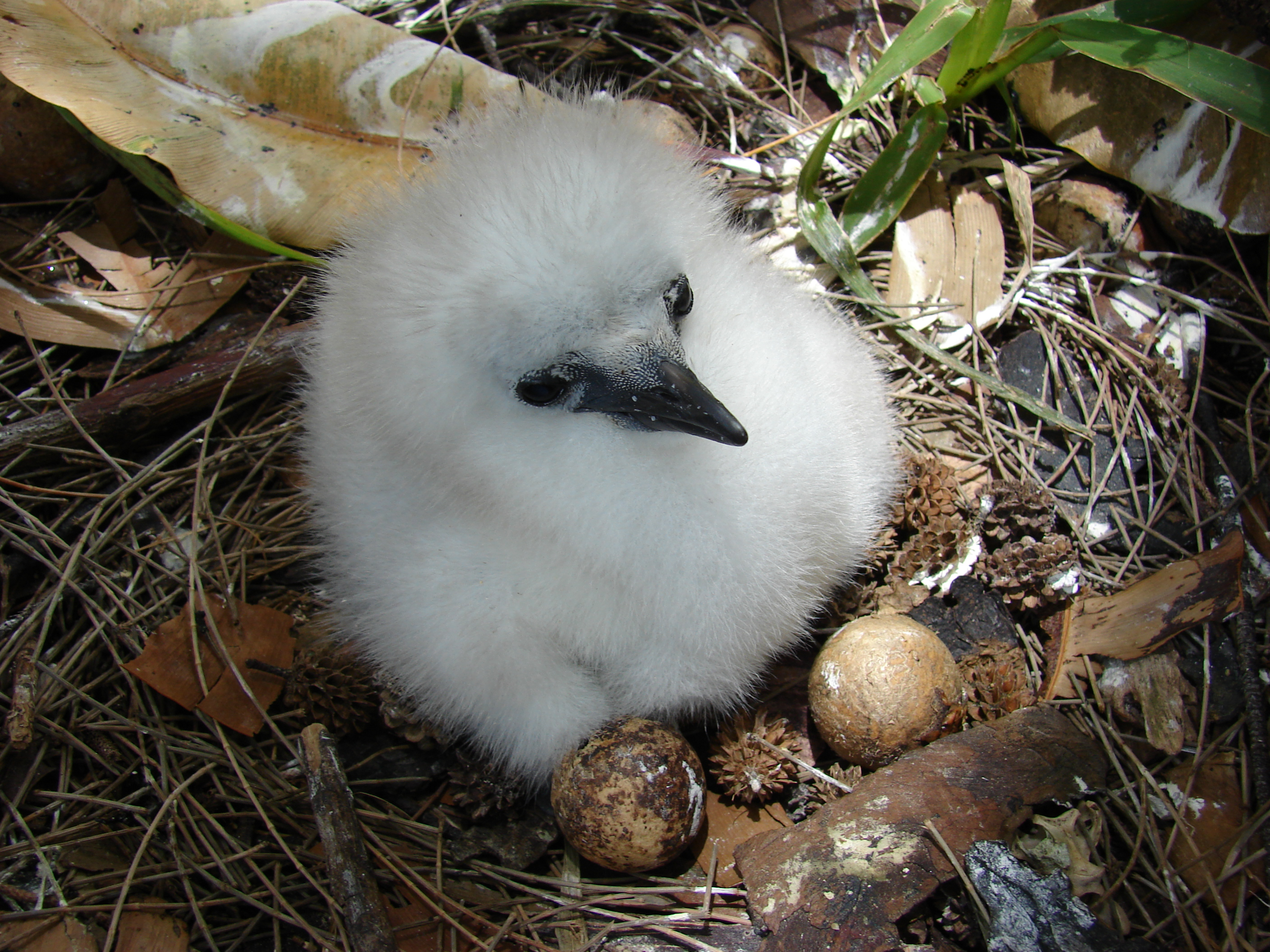
Mládě faetona červenoocasého

Faetoni se vyskytují v tropických a subtropických mořích a oceánech. Drtivou většinu času tráví nad oceány, a na souš přicházejí v podstatě jen za účelem hnízdění. K pohybu na souši ostatně nejsou ani dost dobře přizpůsobeni, jelikož jejich krátké a slabé nohy umožňují jen chabou chůzi.

## Biologie a chování

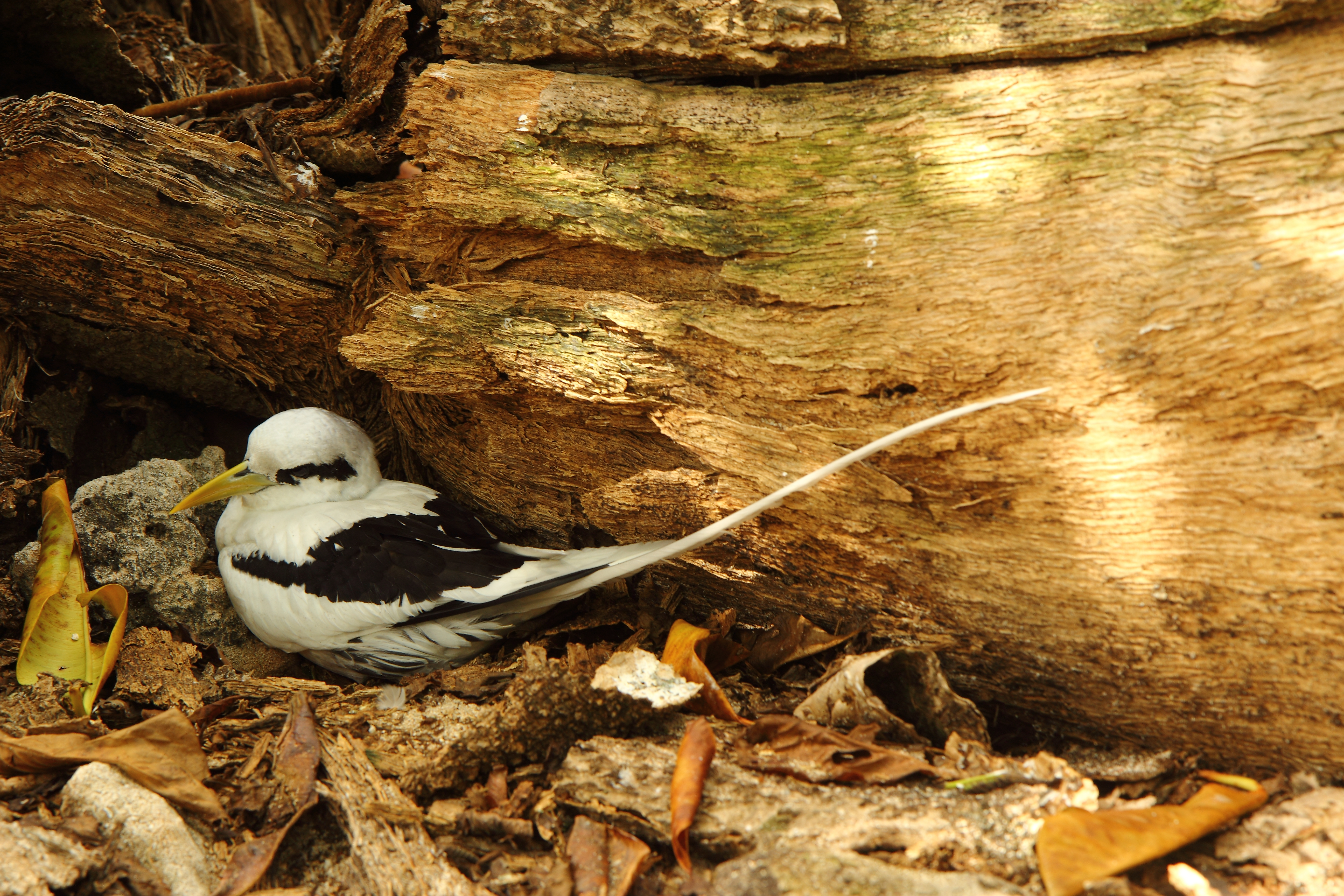
Faeton žlutozobý na hnízdě

Faetoni utvářejí monogamní páry, které hnízdí ve volných, relativně malých koloniích na oceánských ostrovech. Typické hnízdiště bývá na okraji skalní římsy nebo podobných, predátorům těžko přístupných místech. Nezřídka však bývá relativně nízko nad zemí. Doba zahnízdění se místně liší a zatímco dále od rovníku hnízdí hlavně na jaře v létě, blíže k rovníku může k zahnízdění dojít kdykoliv během roku. Námluvy faetonů jsou velmi okázalé a hlasité. Během toku faetoni v malých skupinkách podnikají nápadité lety nad hnízdišti za hlasitého pokřiku. Potenciální páry faetonů se oddělují od hlavní skupiny a bok po boku poletují kolem ve společných nápaditých, vysoce synchronizovaných letech. Samice klade pouze jedno vejce přímo na zem, typicky ve skrytu trávy nebo keře, občas do skalní škvíry. Inkubace, krmení mláďat i rodičovská péče jsou sdílené oběma partnery. Inkubace trvá kolem 40–46 dní. Mláďata se rodí obalena hustým prachovým peřím. Mláďata jsou po narození zahřívána po několik dní a krmena 70–90 dní. Krmení mláďat probíhá tak, že rodiče vsunou zobák do zobáku svých potomků (u řady jiných vodních ptáků tomu je naopak). Pohlavní dospělost nastává ve věku 2–3 let.
Živí se hlavně rybami, převážně těmi létajícími. Z další potravy lze zmínit hlavně hlavonožce, méně často uloví i korýše. Pro potravu se vrhá střemhlavým pádem do vody, během kterého se potopí i několik metrů. Létající ryby může občas ulovit při jejich výskoku z vody. 